# پی‌تی‌او-۴
پی‌تی‌او-۴ (به انگلیسی: PTO-4) یک هواگرد ملخ‌پیشین تک‌موتوره از نوع هواپیمای آموزشی ساخت شرکت Aviotöökoda, تالین است. این هواگرد در سال ۱۹۳۸ میلادی رسماً معرفی گردید و در سال‌های ۱۹۳۸ تولید شده‌است. در مجموع، تعداد ۸ فروند از این هواگرد ساخته شده‌است.
طراح این هواگرد، Voldemar Post, Richard Tooma and Otto Org بود.